# Дуги марш 5
Дуги марш 5 је фамилија кинеских ракета-носача тренутно у фази развоја. Планира се развој укупно шест конфигурација ракете за различите мисије, док ће најмоћнија верзија моћи да лансира 25.000 kg у НЗО, и 14.000 kg у ГТО. Прво лансирање ракете било је планирано за 2015. годину из новог свемирског центра Венченг на острву Хајнан, али је одложено за септембар 2016. године.